# Cheffes
Cheffes är en kommun i departementet Maine-et-Loire i regionen Pays de la Loire i nordvästra Frankrike. Kommunen ligger i kantonen Tiercé som tillhör arrondissementet Angers. År 2022 hade Cheffes 1 036 invånare.

## Befolkningsutveckling
Antalet invånare i kommunen Cheffes
| Referens: INSEE |